# Nasalanz
Nasalanz bezeichnet die relative nasale Schallenergie, die mittels der Nasometrie ermittelt wird, indem das nasale Schallsignal in Bezug zum oralen Schall gesetzt wird.

## Formel
Nasalanz = (nasal / (oral + nasal)) ∗ 100

## Relevanz
Einige Studien haben nachgewiesen, dass die Nasalanzwerte mit der wahrgenommenen nasalen Qualität der Sprache korrelieren.
Damit kann der Nasalanzwert den Anteil des nasalen Schalls im Gesamtschallsignal beschreiben und eine Aussage zu Therapiefortschritten (beispielsweise bei Lippen-Kiefer-Gaumensegel-Spalt-Patienten) machen. In einigen Regionen Deutschlands sind Normwerte für die Nasalanz bestimmt worden.